# 髙梨雅明
髙梨 雅明（たかなし まさあき）は、元 国土交通省大臣官房審議官で、現 一般財団法人公園財団副理事長、一般社団法人日本公園緑地協会副会長。東京農業大学客員教授。
日本造園建設業協会や（公財）都市緑化機構、日本公園緑地協会や東京都公園審議会、日本造園学会においても活動。産官学にわたって日本の造園界の発展と後進の指導に尽力。
1974年に建設省へ入省後、2006年に退職するまで、建設省→国土交通省、日本道路公団、神奈川県庁や大津市役所において公園緑地行政の発展に尽力。
国営昭和記念公園の第1期開園に向けた設計、工事に携わった。
課長補佐時代は平成3年度を初年度とする第5次都市公園等整備五カ年計画の策定、都市緑地対策室長時代は緑の基本計画制度や市民緑地制度の創設に携わり、公園緑地課長時代の景観緑三法の制定など、公園緑地行政の発展に尽力している。
2021年瑞宝中綬章。2022年に第44回日本公園緑地協会北村賞を受賞。